# Суонлі
Суонлі — місто та цивільна парафія в окрузі Севенокс графства Кент, Англія, в 16 кілометрах на південний схід від центру Лондона, поруч із межею Великого Лондона та в межах автостради M25. Населення за переписом 2011 року становило 16 226 осіб. 

## Історія
У 1066 році Суонлі складався лише з кількох ферм великої рогатої худоби, оточених дубовими, платановими та ясеневими лісами. Оскільки Суонлі складався лише з кількох садиб, він не згадувався в Книзі Судного дня.
Існує теорія, згідно з якою топонім Swanley виник із саксонського терміна «Swine-ley», «Ley» означає галявину в лісі, а «swine» — свині. Тому було припущено, що спочатку це була саксонська свиноферма або місце зупинки свиней по дорозі на ринки в Кенті. Пізніше це перетворилося на те, що ми зараз знаємо як Swanley. 
У VI—VII століттях тут, ймовірно, було дві садиби. Після норманського завоювання ці частини землі було перетворено на садиби, які потім часто ділилися між ченцями в Гентському абатстві та Бермондсі. Початкове поселення міста Свонлі (на відміну від сучасного Свонлі-Віллідж) було засновано навколо Берчвуда, який згадується в документах пізнішого середньовіччя та раннього модерну.

## Географія

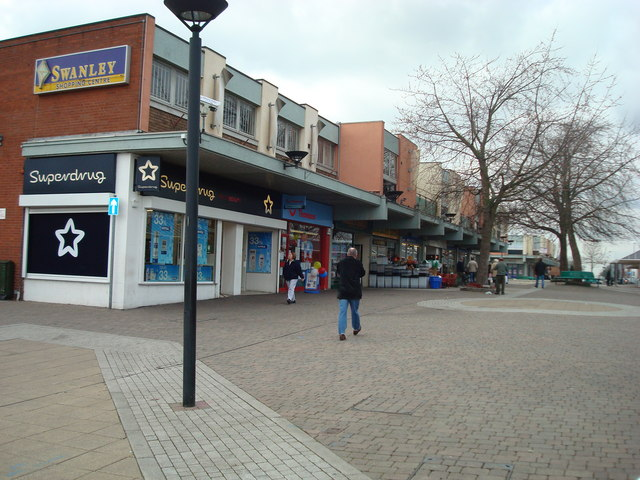
ТЦ в Суонлі 2008 р

У Кенті Свонлі межує з парафіями Вілмінгтон і Гекстабл на півночі, Саттон-ат-Хоун і Хоулі і Фарнінгем на сході, а також Ейнсфорд і Крокенхілл на півдні. На заході проходить кордон із Сент-Мері-Крей у лондонському районі Бромлі та Ракслі в лондонському районі Бекслі.
Найближчими великими містами є Бексліхіт, Дартфорд, Орпінгтон і Сідкап.
Поштове місто Свонлі в районі поштового індексу BR включає село Гокенден у лондонському районі Бромлі.
Перебуваючи на околиці південно-східного Лондона, це зручне місто для людей, які працюють у місті, оскільки вони все ще можуть отримувати прожитковий мінімум у Лондоні. Він все ще зберігає деякі традиційні зв’язки з Севеноксом і Кентом, але він сильно пов’язаний із південно-східним Лондоном через розширення цієї території поблизу кордонів Суонлі. Основна частина житлової забудови припала на період після війни до кінця 1980-х років. У 1962 році була відкрита нова пожежна частина, а через два роки – нова пошта. Вікторіанські будинки та магазини були знесені, щоб створити новий центр міста. Його торговий центр 1970-х років був реконструйований у 1990-х роках, коли супермаркет Asda був розширений і став одним із найбільших магазинів Asda.